# Gbi and Doru District
Gbi and Doru är ett distrikt i Liberia.   Det ligger i regionen Nimba County, i den centrala delen av landet, 200 km öster om huvudstaden Monrovia.